# British Science Fiction Association

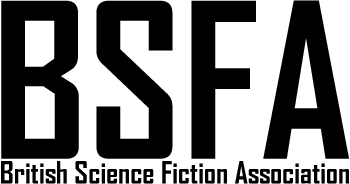
British Science Fiction Association (BSFA)

British Science Fiction Association (BSFA) (Brytyjskie Stowarzyszenie Science Fiction)  stowarzyszenie założone w 1958 r. przez grupę brytyjskich fanów, pisarzy, wydawców oraz księgarzy związanych z fantastyką naukową. Powstał w celu promocji i rozwijania tej tematyki. Pierwszym prezesem stowarzyszenia był Brian Aldiss, wieloletnim szefem był Arthur C. Clarke.
Obecnie Stowarzyszenie publikuje trzy magazyny:
- Vector – przegląd wydarzeń oraz krytyka literacka w formie dwumiesięcznika
- Matrix – pojawia się w formie biuletynu sześć razy w roku
- Focus – magazyn literacki, publikowany dwa razy w roku.

BSFA przyznaje nagrody corocznie od 1969 roku.